# Iwan Łoskutnikow
Iwan Nikołajewicz Łoskutnikow (ros. Иван Николаевич Лоскутников, ur. 29 sierpnia 1920 w Kurtamyszu, zm. 29 października 1990 w Wilnie) – radziecki wojskowy, podpułkownik, Bohaterem Związku Radzieckiego (1945).

## Życiorys
Skończył 8 klas szkoły w miejscowości Makuszyno, pracował jako sekretarz wydziału politycznego sowchozu w rejonie makuszynskim, później zastępca głównego księgowego na stacji kolejowej. Od września 1940 służył w Armii Czerwonej, był dowódcą oddziału w 550 pułku artylerii haubic 2 Armii Czerwonego Sztandaru w Dalekowschodnim Okręgu Wojskowym, w 1942 ukończył szkołę artylerii w Chabarowsku. Od września 1942 uczestniczył w wojnie z Niemcami, dowodził plutonem i baterią kolejno na Froncie Północno-Zachodnim, Kalinińskim, 2 Nadbałtyckim i 1 Białoruskim. W 1943 został członkiem WKP(b). Był dwukrotnie ranny. Brał udział w operacji wielkołuckiej, walkach w rejonie łokniańskim w obwodzie pskowskim, operacji chołmsko-noworżewskiej, walkach na zachód od Newla, operacji wiślańsko-odrzańskiej, w tym w wyzwalaniu Bydgoszczy, Piły, walkach na Pomorzu, w tym ataku na Kołobrzeg oraz w operacji berlińskiej, w tym w walkach o Pankow (15-23 kwietnia 1945), gdzie był kontuzjowany w walkach ulicznych. Po wojnie służył jako dowódca baterii w 25 Dywizji Zmechanizowanej i 84 Gwardyjskiej Dywizji Piechoty 3 Armii Uderzeniowej w Grupie Wojsk Radzieckich w Niemczech, później od sierpnia 1948 do listopada 1951 służył w Białoruskim Okręgu Wojskowym jako dowódca baterii i zastępca naczelnika szkoły pułkowej 1223 pułku artylerii haubic 48 Gwardyjskiej Dywizji Piechoty. W sierpniu 1952 ukończył kursy, a w lutym 1956 Wojskową Akademię Artylerii im. Dzierżyńskiego, po czym dowodził dywizjonem i później był szefem sztabu 30 Gwardyjskiej Brygady Artylerii w Grupie Wojsk Radzieckich w Niemczech. Od maja 1960 do marca 1962 był zastępcą dowódcy 247 gwardyjskiego pułku artylerii haubic, od marca 1962 do grudnia 1975 służył w Nadbałtyckim Okręgu Wojskowym jako dowódca 724 pułku artylerii 9 Gwardyjskiej Dywizji Pancernej i dowódca 52 gwardyjskiego pułku artylerii 30 Gwardyjskiej Dywizji, po czym zakończył służbę w stopniu podpułkownika.

## Odznaczenia
- Złota Gwiazda Bohatera Związku Radzieckiego (31 maja 1945)
- Order Lenina (31 maja 1945)
- Order Wojny Ojczyźnianej I klasy (6 kwietnia 1985)
- Order Czerwonej Gwiazdy (dwukrotnie, 30 grudnia 1956 i 14 maja 1970)
- Order „Za służbę Ojczyźnie w Siłach Zbrojnych ZSRR” III klasy (30 kwietnia 1975)
- Medal „Za Odwagę” (20 września 1943)
- Medal „Za zasługi bojowe” (15 listopada 1950)
- Medal „Za wyzwolenie Warszawy”
- Medal „Za zdobycie Berlina”
- Medal „Za zwycięstwo nad Niemcami w Wielkiej Wojnie Ojczyźnianej 1941–1945”
- Medal jubileuszowy „30 lat Armii Radzieckiej i Floty”